# Gasteria pendulifolia
Gasteria pendulifolia är en grästrädsväxtart som beskrevs av Van Jaarsv. Gasteria pendulifolia ingår i släktet Gasteria och familjen grästrädsväxter.
Artens utbredningsområde är KwaZulu-Natal. Inga underarter finns listade i Catalogue of Life.